# Lumala Abdu
Lumala Abdu, född 21 juli 1997, är en ugandisk fotbollsspelare som spelar för egyptiska Pyramids FC.

## Karriär
Abdu växte upp i byn Kataba, där hans mormor uppfostrade honom sedan hans mor avlidit när han enbart var några månader gammal och då fadern inte var känd. I hopp om ett bättre liv skickade hans mormor honom till huvudstaden Kampala, det dröjde dock inte länge förrän han skulle åka vidare till Sverige.
Abdu kom till Sverige tillsammans med en ledsagare den 23 september 2013. Efter att ha blivit övergiven i Malmö fick han hjälp av migrationsverket och flyttade till Bromölla.
Efter att tidigare enbart spelat fotboll på gatan började han i december 2013 spela för juniorlaget i Ifö/Bromölla IF. Strax därefter valde han att gå till division 7-laget Gualövs GoIF. Efter 20 mål under vårsäsongen tog han sommaren 2014 klivet till Mjällby AIF, där han kom att spela för U17- och U19-laget. På försäsongen 2015 valde Mjällbys tränare Anders Linderoth att ta ut honom i truppen till en träningsmatch mot Kristianstads FF, varpå han erbjöds ett A-lagskontrakt.
Debutsäsongen i Superettan innebar tre mål för anfallaren, som efter säsongens slut kom att jagas av flera allsvenska klubbar. Den 8 december 2015 blev Abdu klar för Kalmar FF, då han signerade ett fyraårskontrakt med klubben.
I mars 2017 blev Abdu utlånad till Varbergs BoIS, ett låneavtal som sträckte sig resten av 2017. Under sommaren valde klubbarna att avbryta lånet och Abdu återvände till Kalmar FF.
Den 15 augusti 2017 blev Abdu utlånad till Helsingborgs IF, ett lån som sträckte sig resten av säsongen 2017. I januari 2018 lånades Abdu ut till IFK Värnamo på ett låneavtal över hela säsongen 2018. Den 7 februari 2019 lånades Abdu ut till Syrianska FC på ett låneavtal fram till 31 juli 2019.
Den 31 juli 2019 värvades Abdu av egyptiska Pyramids FC.